# Michel Baklouk Merhej
Michel Baklouk Merhej :(del árabe: ميشيل مرهج بقلوق) o Michel Merhej Baklouk , (Jerusalén, Mandato británico de Palestina, 27 de octubre de 1928-Nueva York, 20 de abril de 2020) fue un músico, profesor y percusionista de nacionalidades palestina, libanesa y estadounidense, quien se destacó con el Riq como uno de los exponentes de mediados del siglo XX hasta el momento de su muerte.
Su labor más recordada fue junto la diva Fairuz, a quien acompañó durante 50 años en la orquesta de los hermanos Assi Rahbani y Mansour Rahbani, y junto al icono musical árabe Farid Al Atrash en la década de 1970. Además, trabajó con todas las grandes estrellas de la época, y por su estilo, a nivel mundial, es considerado uno de los músicos percusionistas más notables de este instrumento, junto con los Egipcios, Ibrahim Afifi, Hassan Anwar, Hussein Moawad y Mohamed Al Arabi. Desde 1989 residía en Nueva York, Estados Unidos, en donde impartía clases de música, brindando todo su conocimiento sobre la música árabe.

## Biografía
Michel Merhej Baklouk nació en Jerusalén, Mandato británico de Palestina. Hijo de un padre Libanés que previamente había migrado a los Estados Unidos y que sin éxito retornó a su tierra, falleciendo poco después en 1939 durante la niñez de Michel. Debido a su situación, Michel ingresó en un internado para huérfanos pertenecientes al Monasterio Católico Latino en Jerusalén, dondeí aprendió las notas musicales y el canto con el coro del monasterio bajo la tutela organista palestino Agustín Lama. 
Dos personas marcarían su rumbo en la música, y principalmente en la percusión. Una de ellas sería su tía, quien tocaba el Tablah (Derbake) en su casa calentando el cuero del instrumento en el brasero de carbón al momento de preparar el café. Y la otra persona fue, el eminente percusionista Egipcio Ibrahim Afifi, quien fuera el ejecutante del Riq en las primeras grabaciones del astro de oriente, la cantante Umm Kalzum.  
Michel, a los nueve años, solía escuchar a Umm Kalzum todas las noches de los jueves, durante la transmisión de las 22 horas de la radio de Jerusalén. Siempre le llamó la atención la parte rítmica y sobre todo el estilo y el toque de Ibrahim Afifi. Mientras escuchaba la pieza musical, Michel copiaba los golpes y reproducía el patrón. Esta práctica autodidacta lo llevó a aprender los ritmos de la música árabe a muy corta edad.
En su adolescencia comenzó a trabajar como administrativo en la estación de radio de Jerusalén "Del cercano oriente" "Al-Sahrq Al'adnaa" (árabe:  إذاعة الشرق الأدنى). Iniciada la guerra árabe-israelí de 1948 la radio trasladó sus estudios a Chipre, y posteriormente a Beirut y junto con ella también iría el joven Michel a principios de 1950.
Su primer trabajo musical se dio de manera casual. Un día el director musical de la radio Halim El Roumi al pasar por la oficina de Michel, escuchó como el joven mientras sonaba la música de la transmisión radial, la acompañaba haciendo la percusión sobre su escritorio. En seguida Halim El Roumi al ver su talento lo presentó ante los jóvenes hermanos Rahbani, Assi Rahbani y Mansour Rahbani, quienes estaban trabajando en una serie de temas nuevos para una cantante llamada Nouhad Haddad, esa joven es la quien más tarde tomaría el nombre de Fairuz.
Durante el estallido de la guerra del Sinaí en 1956, muchos intérpretes y músicos de la radio "Del Cercano Oriente" fueron despedidos o renunciaron al tomar una postura política a favor de Egipto, y a su líder Gamal Abdel Nasser. Parte de ese equipo creativo permaneció en Líbano trabajando en los estudios de grabación de la vieja radio, y entre ellos Michel, los Hermanos Rahbani y Fairuz. 
En 1960, trabajó de manera ininterrumpida como músico junto con los hermanos Rahbani y Fairuz. Además comenzó a dar clases en el "Instituto superior de música del Líbano", labor que realizaría durante veinticinco años. Su característica particular fue que cuando ingresó en el conservatorio, los maestros se sorprendieron de su habilidad para tocar percusión leyendo partitura, algo poco común para la época. Esa práctica la desarrolló gracias a su continuo trabajo con los hermanos Rahbani y sus innovadoras composiciones. Esta habilidad le permitió destacar sobre los maestros de percusión del momento, ya que elevó el nivel académico de su alumnado.

### Junto a Fairuz y los Hermanos Rahbani
Michel y los Rahbani trabajaron juntos desde los inicios de Fairuz en la década de 1950 y durante más de medio siglo. Michel, acompañó el ritmo junto a la a voz angelical de Fairuz en la gran mayoría de sus viajes al extranjero. Como los dos conciertos del Royal Albert Hall en Londres en 1962 y 1986, y el concierto del Teatro Olympia de París. En 1979, y en todas sus giras de canto en los Estados Unidos y Canadá en 1971 y 1981 (que incluyeron catorce conciertos, uno en las Naciones Unidas), 1987 y 1999 en Las Vegas y 2003, además de sus conciertos en todos los países árabes, Australia y América del Sur.
La última vez que Miche Merehj acompañó a Fairuz fue en las fiestas canadienses de Montreal de 2005, casi veinticuatro años después de la última presentación de ella en ese país.

### Junto a Farid Al Atrash
Michel Merhej entre 1970 y 1974 trabajó en sus giras con el legendario cantante Farid Al Atrash. Sus últimas grabaciones de Al Atrash en el Líbano fueron acompañadas en ritmo por Michel Merhej, como en la canción "Hebbena Hebeena". El mismo Michel, cuenta que su relación con Farid Al Atrash era tan amena y de respeto mutuo, que al momento de grabar la canción "Habbeena", Michen no estaba disponible para concurrir al estudio de grabación en Beirut, la productora discográfica le propuso a Al Atrash otro percusionista para su reemplazo pero Farid Al Atrash prefirió posponer la grabación hasta que Michel estuviera en condiciones de grabar ya que Al Atrash quería que en esa grabación se destaque el Riq con el toque de Michel Merhej. En algunos momentos Michel, tocaba junto con Fairuz en Damasco, Siria y Farid Al Atrash en Líbano en la misma fecha lo que obligaba a Michel a viajar rápidamente entre ciudades para realizar la función.

### Con otros artistas
Durante su larga carrera artística, Michael, tocó con los músicos árabes de más alto nivel de su tiempo, como: Mohammad Abdel Wahab, Zaki Nassif y Toufic El Bacha, Joseph Azar, Mohammed Al Mougui, Baligh Hamdi, Warda (cantante), Sabah Fighali, Wadih Al Safi, Fayza Ahmed, Najat Al Saghira, con Umm Kalzum ejecutando el Mazhar en la canción "Nahg El Barda" durante sus giras por el Líbano, con Ziad Rahbani, Halim El Roumi le confió a su hija Majida El Roumi para que Michel la acompañase en sus primeros trabajos. Luego de que Michel migrara a los Estados Unidos acompañaría en sus giras a Marcel Jalifa, Kazem Al Sahir, entre muchos artistas más.

### Final de carrera
Michel Merhej Baklouk, durante la guerra civil libanesa emigró en 1989 a Estados Unidos. En su residencia en ese país acompañó en sus giras y presentaciones locales a Fairuz, Marcel Jalifa y Simon Shaheen entre varios artistas. Además, hasta su fallecimiento, dio clases de música árabe y percusión aplicada al Riq en numerosas universidades de los Estados Unidos. A los noventa años integró varios proyectos musicales con presentaciones especiales para la difusión de la música árabe, llamado, The Bil Afrah Project. 
Michel Merhej Baklouk, falleció el 20 de abril de 2020 a los 91 en Nueva York, donde vivía junto a su familia desde hacía 31 años.